# Dordogne
Die Dordogne [dɔʀˈdɔɲ] (okzitanisch Dordonha) ist ein Fluss im Südwesten Frankreichs. Sie entsteht im Gemeindegebiet von Mont-Dore, in der Nähe des Puy de Sancy, aus dem Zusammenfluss der Quellbäche Dore und Dogne. Generell entwässert sie in westlicher Richtung, trifft nach einem Flussverlauf von rund 483 Kilometern beim Bec d’Ambès, nahe Bordeaux, mit der Garonne zusammen und bildet so einen Mündungstrichter, der unter dem Namen Gironde schließlich in den Atlantischen Ozean mündet. Am 11. Juli 2012 wurde das gesamte Einzugsgebiet der Dordogne von der UNESCO als Biosphärenreservat klassifiziert.

## Etymologie
Der Name Dordogne entstammt der keltischen Bezeichnung du unna und bedeutet schnelles Wasser. Mit der Besetzung Galliens durch das Römische Reich erhielt sie den Namen Duranius, woraus sich im Laufe des Mittelalters Duranna, Durunia, Durdunia und schließlich Dordoigne entwickelte. Die aktuelle Bezeichnung Dordogne diente namensgebend für die Quellflüsse Dore und Dogne, nicht umgekehrt.

## Geographie

### Durchquerte Départements
Die Dordogne durchquert auf ihrem Weg folgende Départements:
- Puy-de-Dôme (63) und
- Cantal (15), beide Region Auvergne-Rhône-Alpes
- Corrèze (19), in der Region Nouvelle-Aquitaine
- Lot (46), in der Region Okzitanien
- Dordogne (24) und
- Gironde (33), beide Region Nouvelle-Aquitaine.

Das Département Dordogne ist nach dem Fluss benannt.

### Gemeinden am Fluss
- Im Département Puy-de-Dôme:
  - Mont-Dore, La Bourboule, Saint-Sauves-d'Auvergne, Avèze, Singles, Larodde, Labessette.
- Im Département Cantal:
  - Beaulieu, Lanobre, Madic, Saint-Pierre, Champagnac, Veyrières, Arches, Chalvignac.
- Im Département Corrèze:
  - Bort-les-Orgues, Saint-Julien-près-Bort, Liginiac, Neuvic, Soursac, Argentat, Beaulieu-sur-Dordogne.
- Im Département Lot:
  - Carennac, Bétaille, Vayrac, Souillac.
- Im Département Dordogne:
  - Carlux, Domme, La Roque-Gageac, Beynac-et-Cazenac, Saint-Cyprien, Le Buisson-de-Cadouin, Limeuil, Mauzac-et-Grand-Castang, Lalinde, Mouleydier, Creysse, Bergerac, Prigonrieux, Gardonne.
- Im Département Gironde:
  - Sainte-Foy-la-Grande, Castillon-la-Bataille, Libourne, Fronsac, Saint-André-de-Cubzac, Bourg, Cubzac-les-Ponts.

## Hydrologie
Der Fluss entwässert ein Gebiet von rund 24.000 km², sein mittlerer Durchfluss liegt bei 450 m³/s. Der Fluss fördert auf Höhe des berühmten La Roque-Gageac eine Wassermenge von 20 m³/s in der Trockenperiode des Sommers und bis zu 2500 m³/s im Frühjahrswasser, weshalb die Häuserzeile der in Frankreich sehr beliebten Uferpromenade des Dorfes im Erdgeschoss unbewohnt ist. Trotz kostspieliger Bemühungen, den Wasserstand des Flusses durch Staudämme und natürliche oder künstliche Wehre zu regulieren, treten im Dordognetal besonders im Monat August heftige Hochwasser mit teils schweren Schäden auf.

### Nebenflüsse

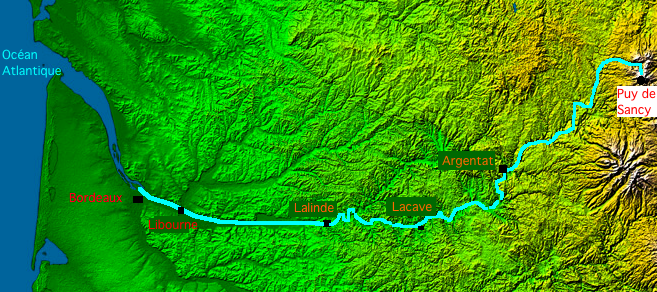
Radarkarte mit dem Verlauf der Dordogne

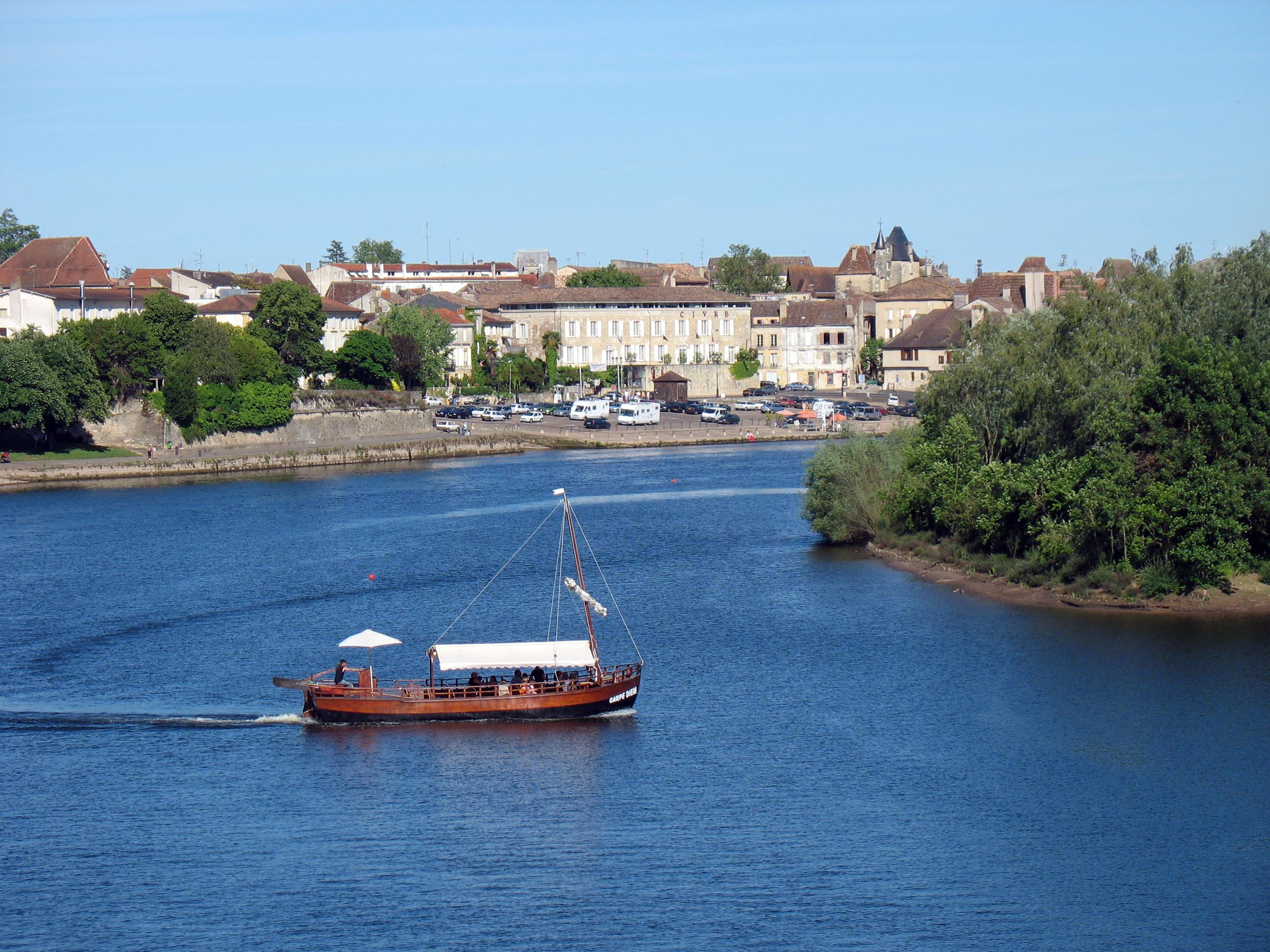
Gabarre auf der Dordogne bei Bergerac

| Linke Nebenflüsse: - Mortagne, 17 km - Burande, 27 km - Rigaud, 13 km - Tialle, 22 km - Rhue, 57 km - Sumène, 47 km - Labiou, 19 km - Auze, 44 km - Glane de Servières, 15 km - Maronne, 93 km - Cère, 120 km - Mamoul, 24 km - Bave, 37 km - Ouysse, 41 km - Tournefeuille, 15 km - Germaine, 15 km - Céou, 55 km - Nauze, 18 km - Couze, 30 km - Couzeau, 14 km - Conne, 23 km - Gardonnette, 25 km - Seignal, 22 km - Gravouse, 11 km - Soulège, 13 km - Durèze, 16 km - Escouach, 14 km - Gamage, 14 km - Engranne, 22 km - Canaudonne, 15 km - Gestas, 19 km - Laurence, 16 km | Rechte Nebenflüsse: - Chavanon, 54 km - Dognon, 26 km - Lys, 17 km - Diège, 54 km - Artaude, 15 km - Triouzoune, 51 km - Pont Aubert, 18 km - Luzège, 64 km - Sombre, 13 km - Doustre, 51 km - Souvigne, 18 km - Ménoire, 15 km - Palsou, 14 km - Sourdoire, 27 km - Tourmente, 26 km - Borrèze, 22 km - Enéa, 16 km - Vézère, 211 km - Caudeau, 38 km - Gouyne, 10 km - Eyraud, 21 km - Estrop, 18 km - Lidoire, 49 km - Isle, 255 km - Virvée, 17 km - Moron, 24 km |

### Schifffahrt heute
Für die professionelle Binnenschifffahrt ist die Dordogne ab Bergerac schiffbar, für touristische Zwecke befahren den Fluss ab Domme abwärts kleine Segelschiffe als nostalgische Nachbauten historischer Frachter – die Gabarren (frz. gabares).

### Stauwerke

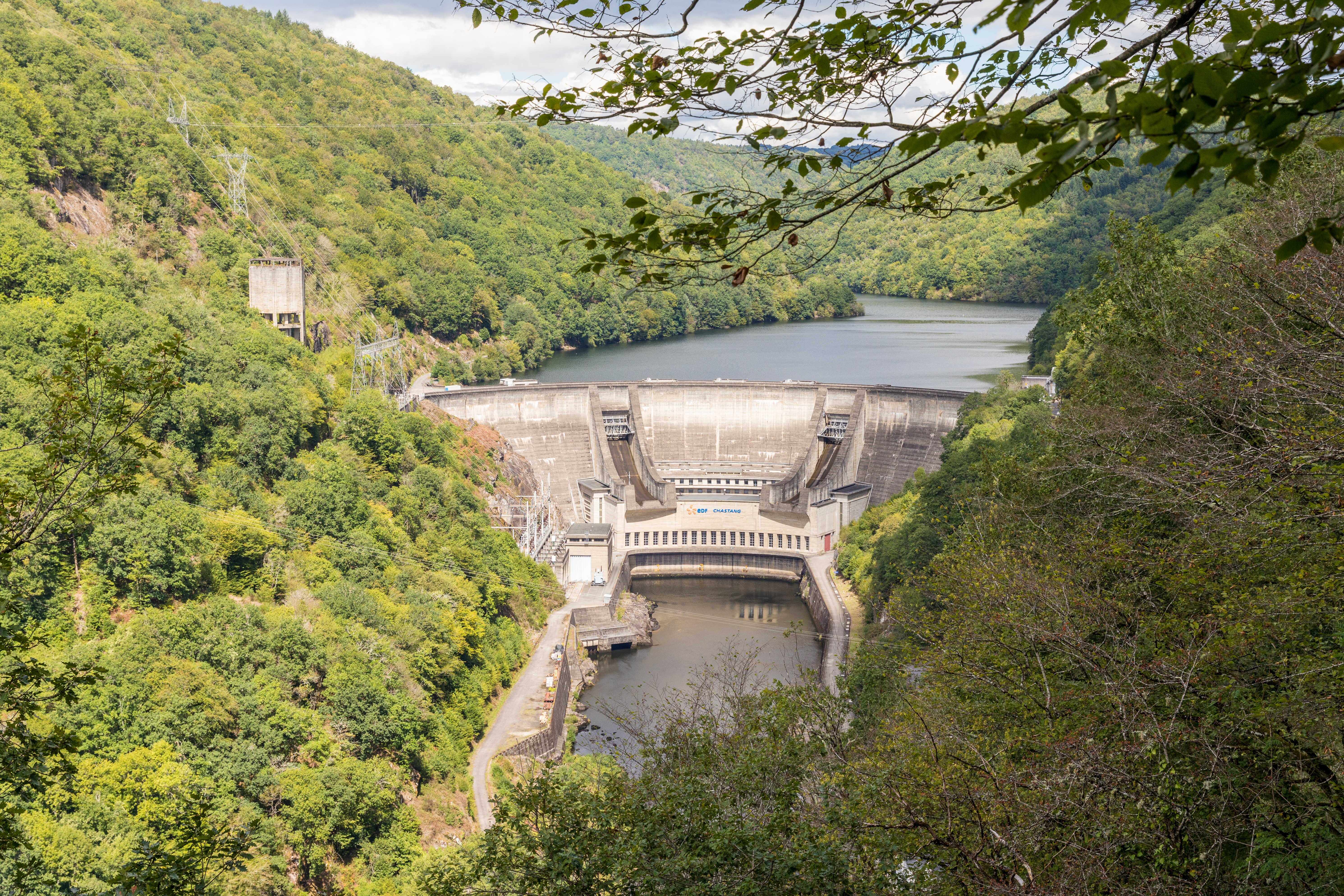
Barrage du Chastang

Der Lauf der Dordogne wird von insgesamt zehn Stauanlagen/Talsperren unterbrochen. Von der Quelle in Richtung Mündung sind dies:
- Barrage de La Bourboule
- Barrage de Saint-Sauves-d’Auvergne
- Barrage de Bort-les-Orgues
- Marèges-Talsperre
- Talsperre l’Aigle
- Barrage du Chastang
- Kraftwerk Argentat
- Kraftwerk Mauzac
- Kraftwerk Tuilières
- Stauwehr Bergerac

## Geologie

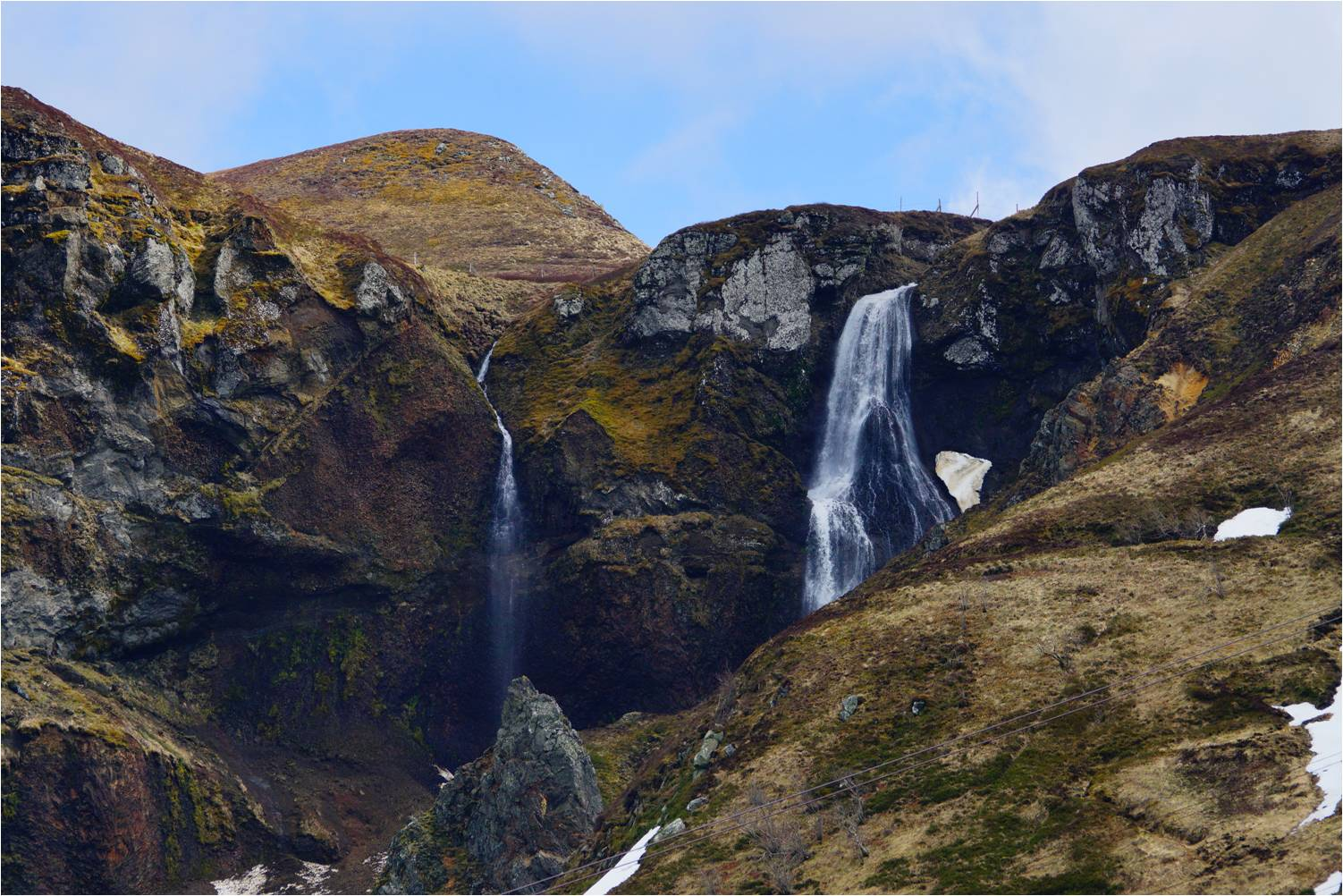
Der Wasserfall der Dore

Die beiden Quellbäche der Dordogne entspringen in Vulkaniten der Monts Dore – vorwiegend pyroklastische Ablagerungen, die als Cinerite bezeichnet werden. Nach ihrer Vereinigung fließt die Dordogne zuerst nach Nordnordost, um hinter Mont-Dore nach Westen abzubiegen. Bei Saint-Sauves-d’Auvergne überschreitet sie eine Nordost-streichende Verwerfung und betritt kristallines Grundgebirge des Massif Central. Sie erreicht dann den oberkarbonischen Sillon houiller, dem sie nach Südsüdwest folgt. Bei Bort-les-Orgues verlässt sie die Grabenstörung und durchzieht dann in südwestlicher Richtung die Kristallingesteine des Variszikums – Glimmerschiefer, Gneise und Granite. Das Grundgebirge ist zu einer peneplanierten Rumpffläche eingeebnet, in welche sich die Dordogne stellenweise bis zu 300 Meter tief eingeschnitten hat. Erst hinter Beaulieu-sur-Dordogne tritt der Fluss aus dem Massif Central in das Aquitanische Becken über – die Fließrichtung ist jetzt nach Westen, das Tal weitet sich und wird bis Carlux von Sedimentgesteinen des Jura gesäumt. Die Juragesteine sind vorwiegend Kalke, die zur Bildung von verkarsteten, bis zu 300 Meter mächtigen Kalkplateaus (frz.: causses) neigen. Ein für Höhlenforscher und Touristen interessantes Beispiel solcher Verkarstungsvorgänge ist die Émergence de Meyraguet, ein höhlenartiger Austritt eines unterirdischen Flusses aus einer Steilwand der Dordogne bei Lacave. Ab Carlux bis kurz vor Bergerac durchquert die Dordogne dann die Sedimente der Oberkreide – im Wesentlichen fossilhaltige Kalke und sandige, teils gelblich gefärbte Kalke. Vor Bergerac weitet sich das Tal erneut zu einer nahezu 10 Kilometer breiten Alluvialniederung, die von kontinentalen, fluviatilen Molassesedimenten des Eozäns und Oligozäns begleitet wird. Diese Verhältnisse bleiben bis zur Mündung in die Garonne bestehen.

## Geschichte
Das Dordognetal ist nachweislich seit der Eisenzeit besiedelt. Archäologische Ausgrabungen bei Bergerac legten antike Weinamphoren aus dem 1. und 2. Jahrhundert v. Chr. frei und belegten damit die Existenz antiker Weinhandelsrouten zwischen Gallien und dem Alten Rom, lange bevor sich der Weinanbau in ganz Frankreich ausbreitete.
Die Nutzung des Flusses setzte sich in der Neuzeit fort. Der Befahrung der Dordogne als Binnenschifffahrtsweg standen zunächst ihre Eigenschaften als Wildfluss entgegen. Erst Mitte des 19. Jahrhunderts wurde nach dem Bau des Canal de Lalinde und zahlreicher Schleusen und Wehre der Gütertransport per Frachtschiff auf der Dordogne zwischen Argentat und Bordeaux profitabel. Trotz Aufstauung erforderte die Beschaffenheit des Flusses und seine saisonalen Pegelschwankungen einen Bootstyp mit geringem Tiefgang und perfekter Steuerungsfähigkeit. Diese einfach konstruierten gabares dienten meist nur dem Gütertransport flussabwärts, wurden am Endhafen auseinandergebaut und zusammen mit dem Ladegut verkauft. Zur gewöhnlichen Ladung dieser Kähne gehörte Holz aus den Gebieten des Flussoberlaufs in der Auvergne, sowie Käse, Kohle und Edelkastanien aus dem Limousin. Am Ende des 19. Jahrhunderts verlor die kommerziell genutzte Flussschifffahrt auf der Dordogne mit der Erschließung Europas durch die Eisenbahntechnologie vollständig ihre Bedeutung.

## Wirtschaftliche Bedeutung
Im Gegensatz zu benachbarten Ballungsregionen wie Bordeaux, Limoges oder Toulouse ist das Dordognetal noch überwiegend agrarisch geprägt, industriell schwach entwickelt und wird deshalb zur France profonde gezählt. Der größte Wirtschaftssektor im Einflussgebiet der Dordogne ist die Lebensmittelindustrie. So zählt die Region des Périgord als exquisite Delikatessenkammer Frankreichs. Außerdem haben in der Gegend um Bergerac zahlreiche Rot- und Weißweingüter wie Vin de Domme, Pecharmant, Monbazillac, Saint-Émilion und Pomerol lange Tradition, allerdings können sich die Vins Bergeracois im internationalen Weinhandel aufgrund der direkten Nachbarschaft zu den Bordeaux-Reben kaum durchsetzen.
Die Dordogne gilt heute aufgrund ihres malerischen Flusstals, ihrer seit dem Mittelalter gut erhaltenen und restaurierten Dorf- und Burgpanoramen und des seichten Flusslaufes als einer der beliebtesten Wassersportregionen und Wasserwanderwege Frankreichs.

## Photogalerie

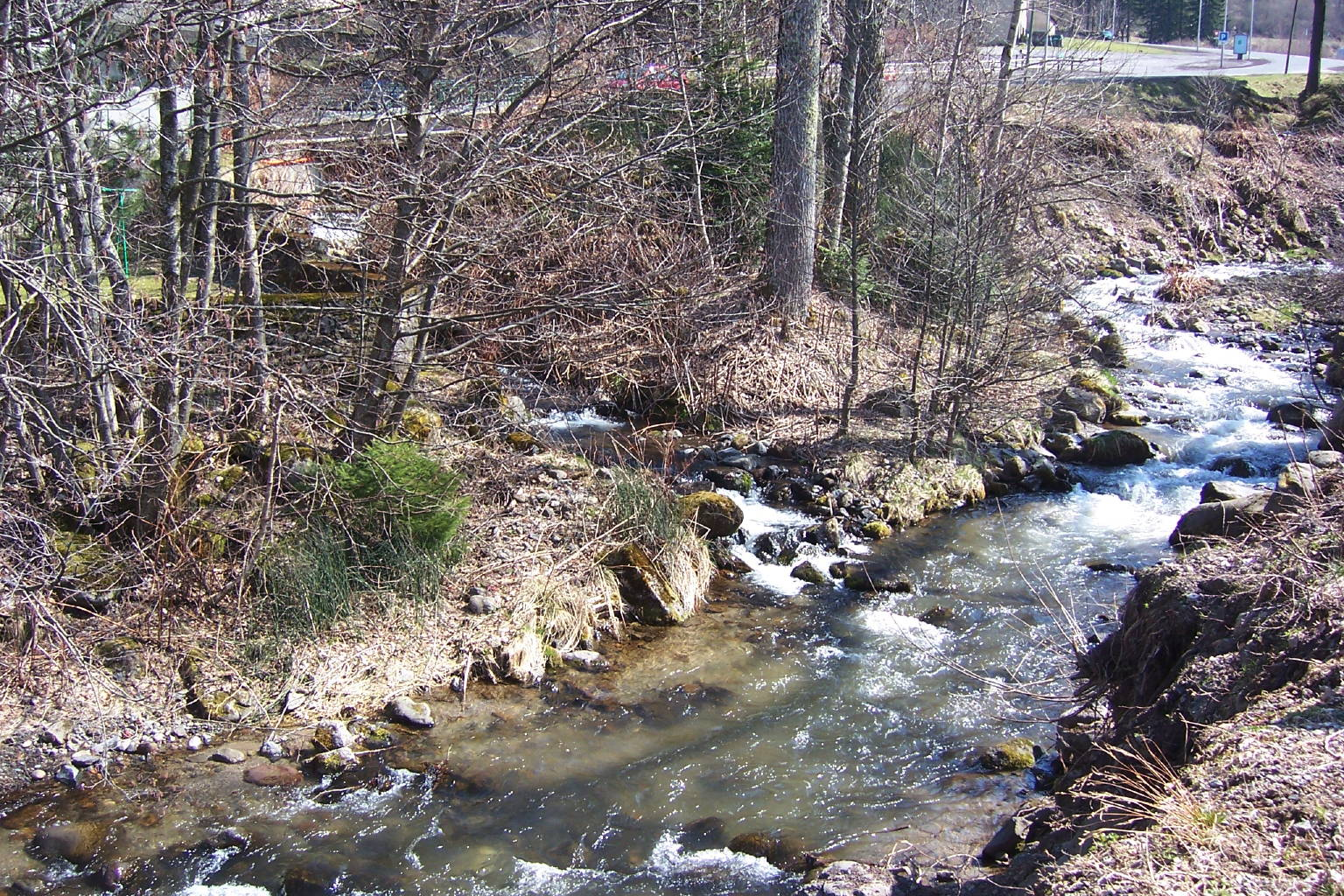
Die junge Dordogne stromaufwärts von Mont-Dore
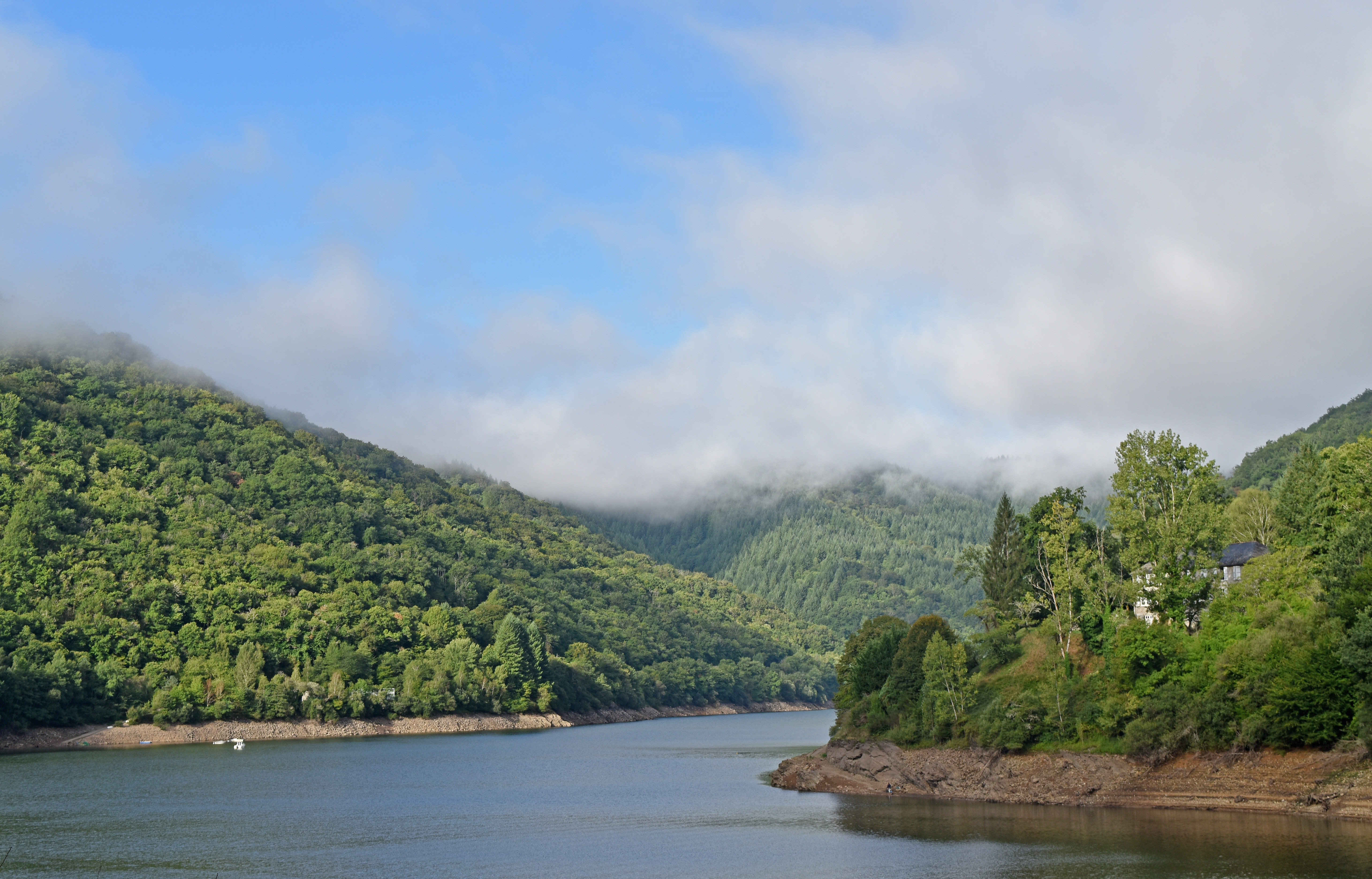
Die Dordogne am Pont de Chambon im Département Cantal
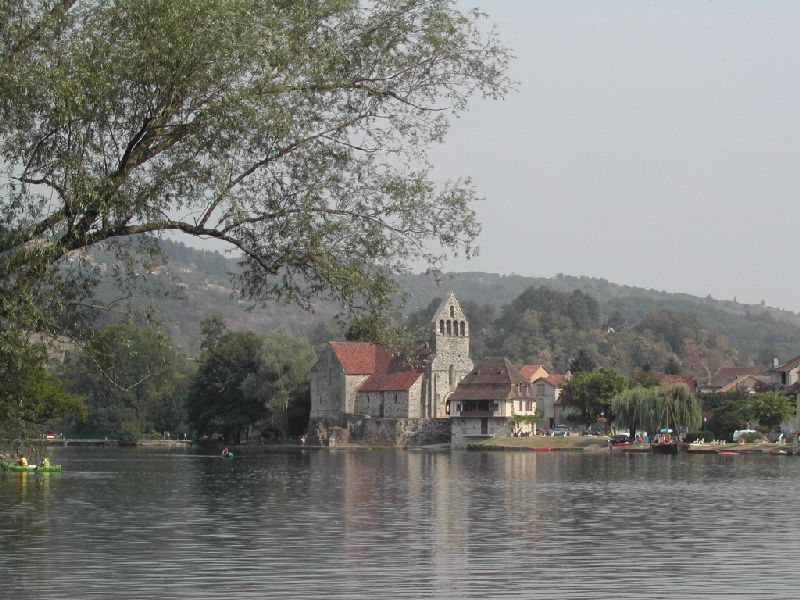
Bei Beaulieu verlässt der Fluss das Massif Central
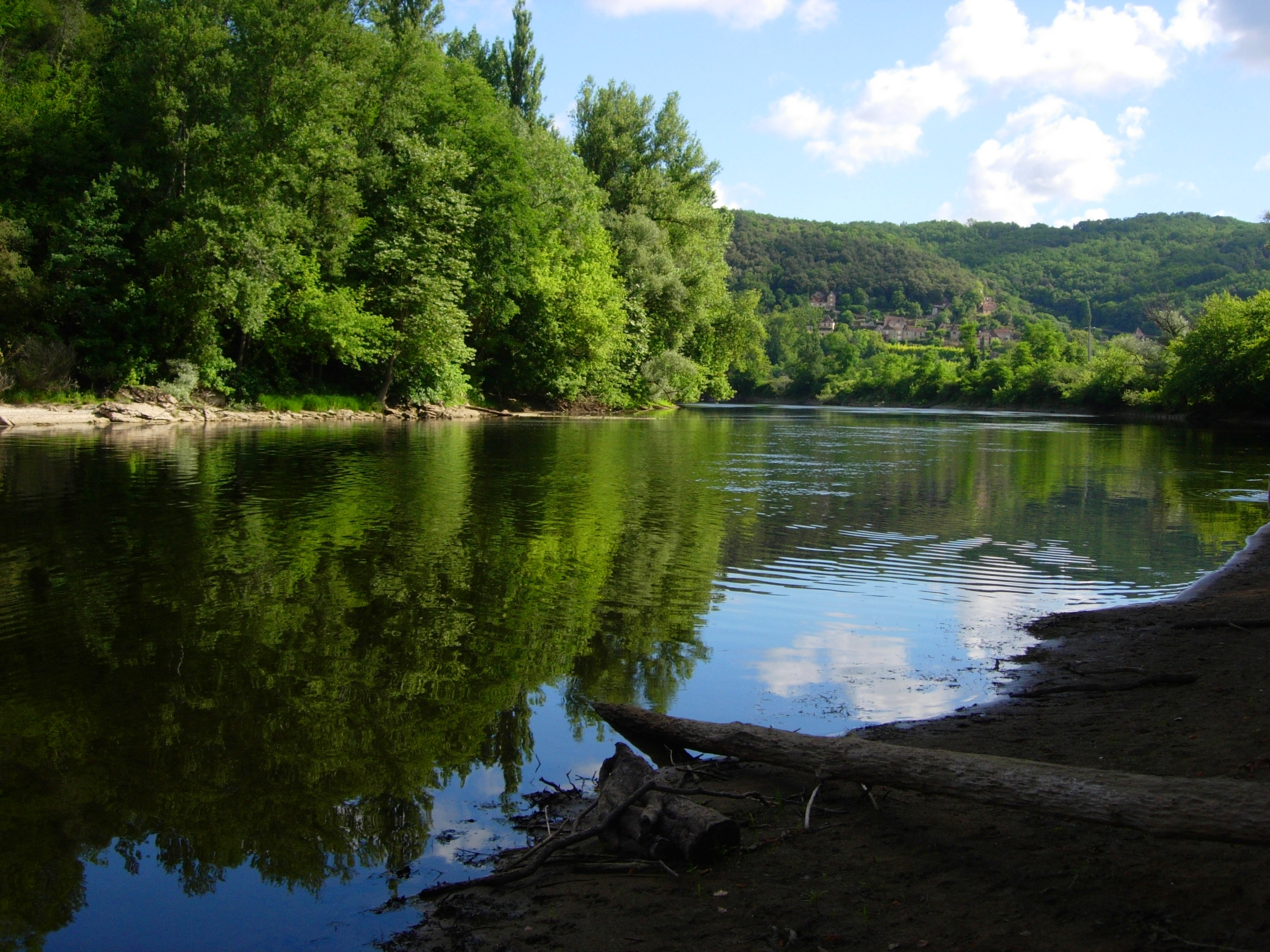
Die Dordogne durchquert den Périgord noir
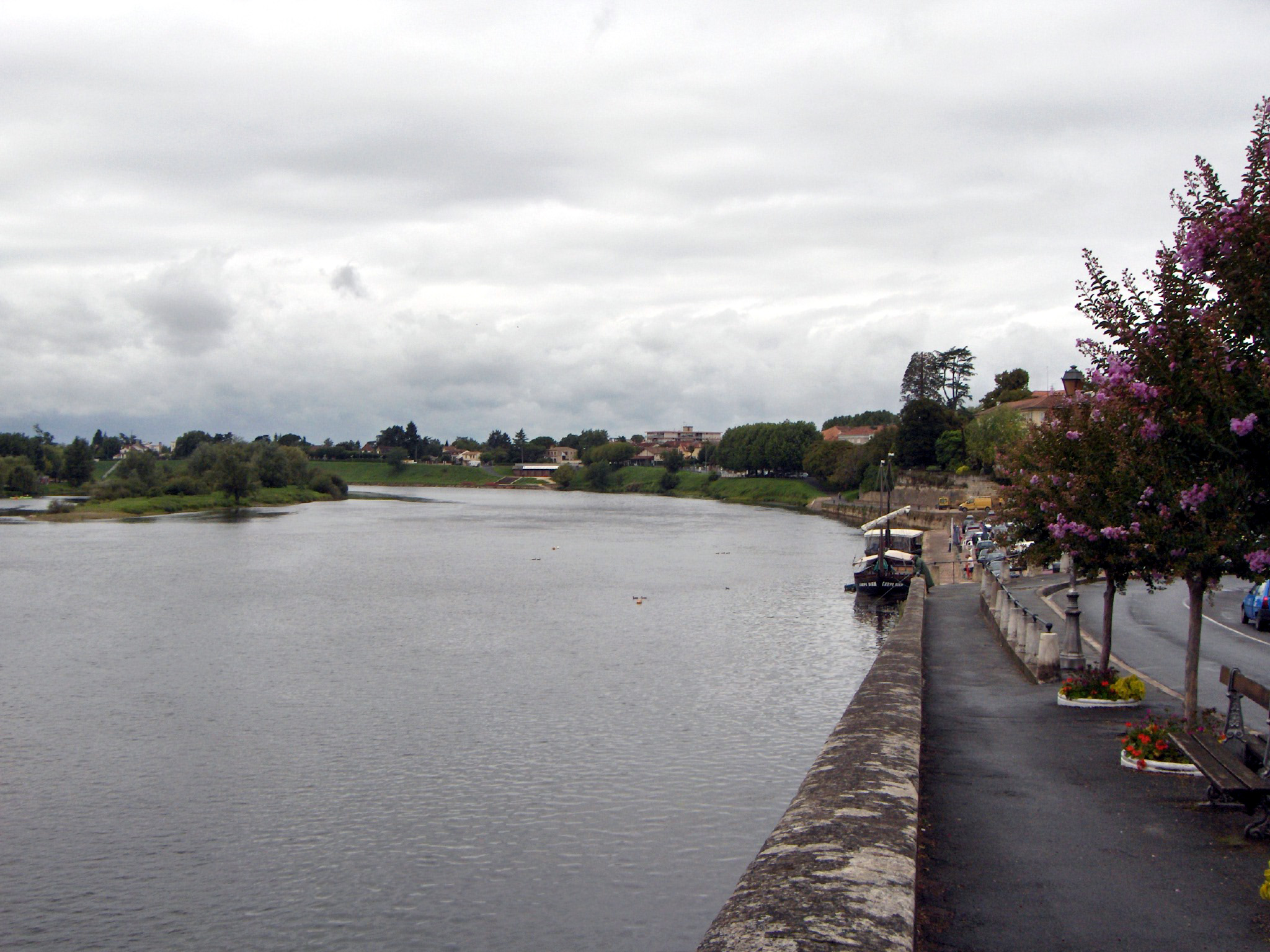
Die Dordogne bei Bergerac
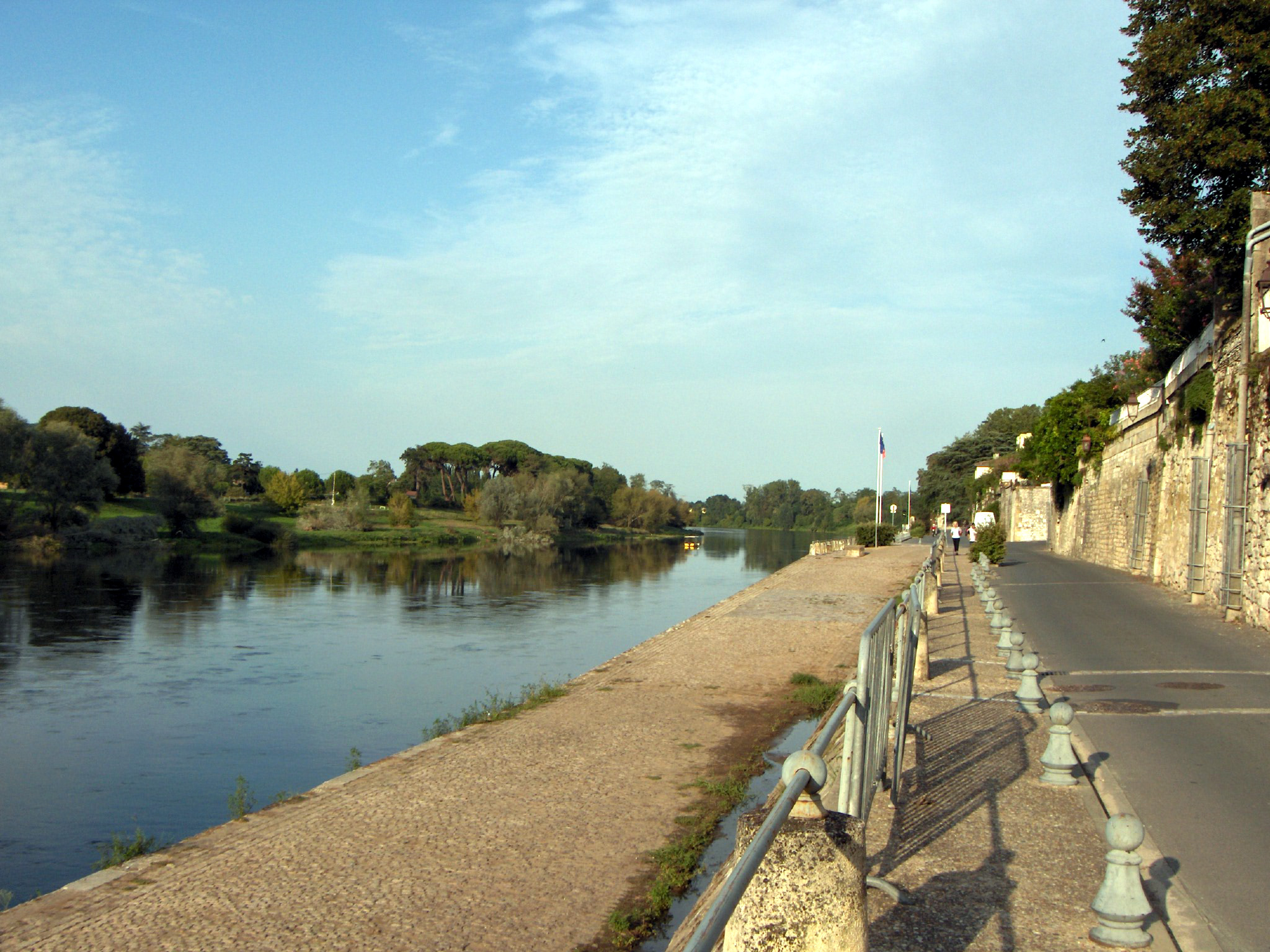
Der Fluss bei Sainte-Foy-la-Grande
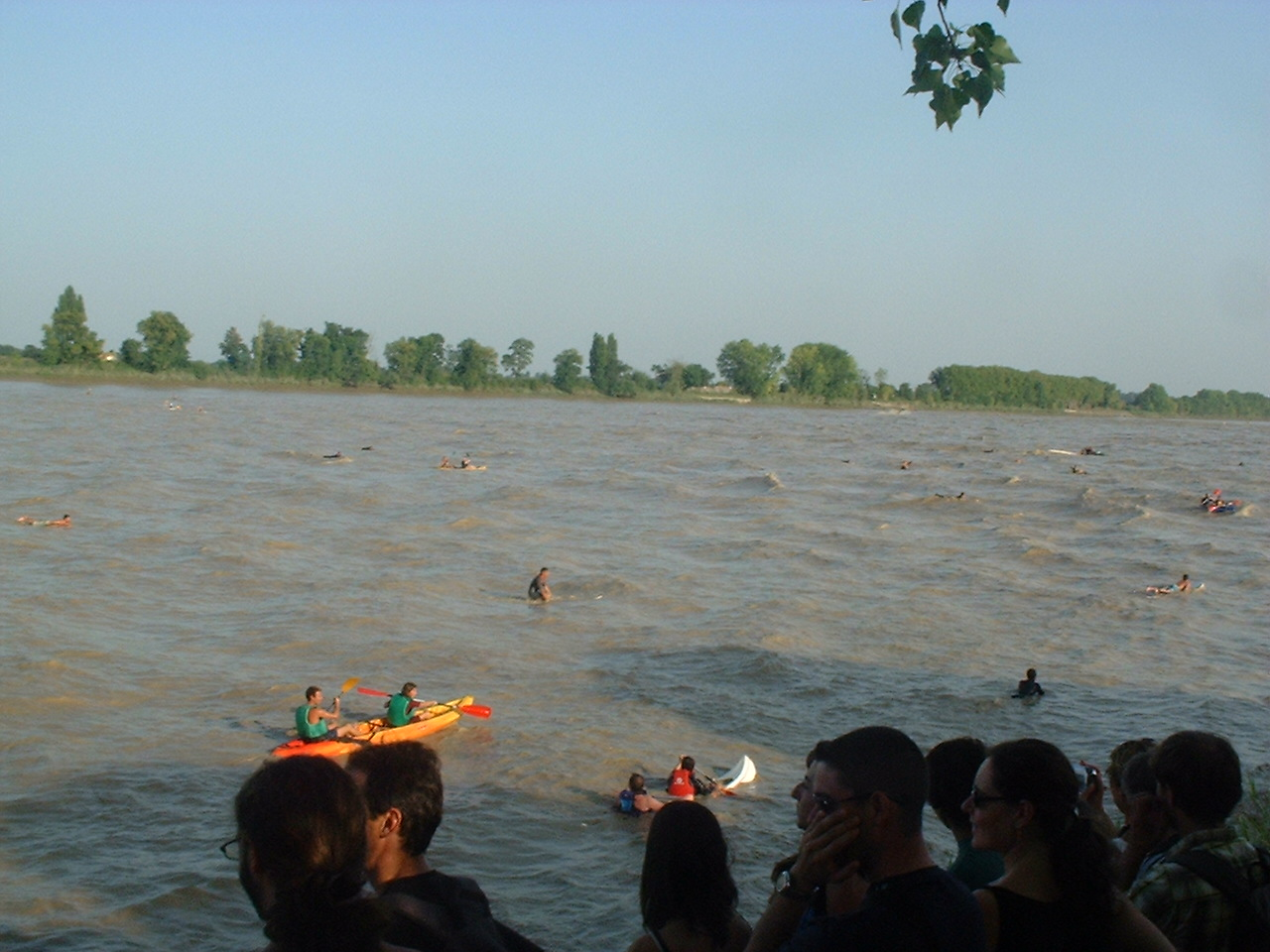
Die Gezeitenwelle auf der Dordogne bei Saint-Pardon
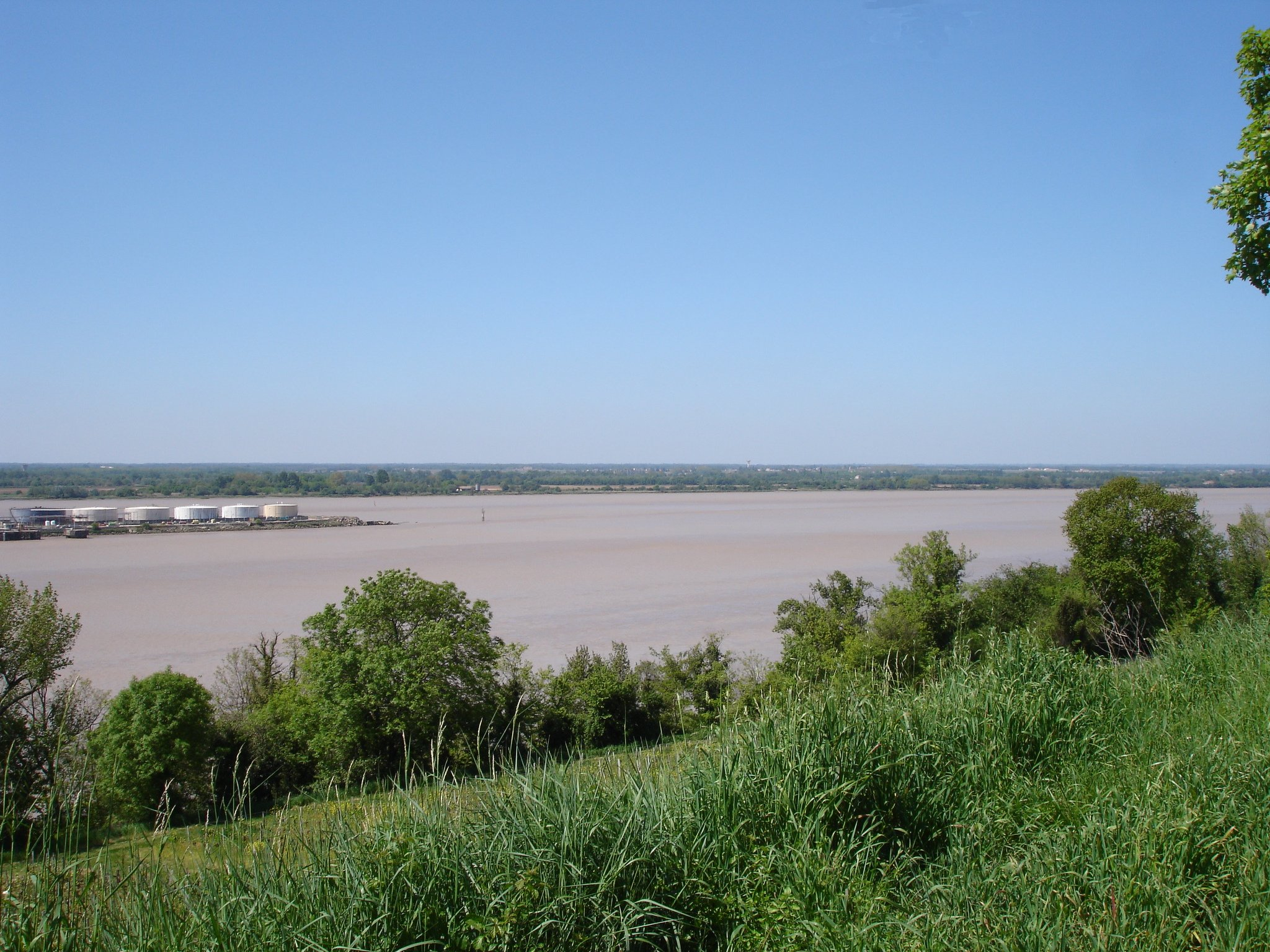
Mündung der Dordogne in die Garonne am Bec d’Ambès